# Bathyphellia australis
Bathyphellia australis is een zeeanemonensoort uit de familie Bathyphelliidae.
Bathyphellia australis is voor het eerst wetenschappelijk beschreven door Dunn in 1983.